# IBM 7030 스트레치

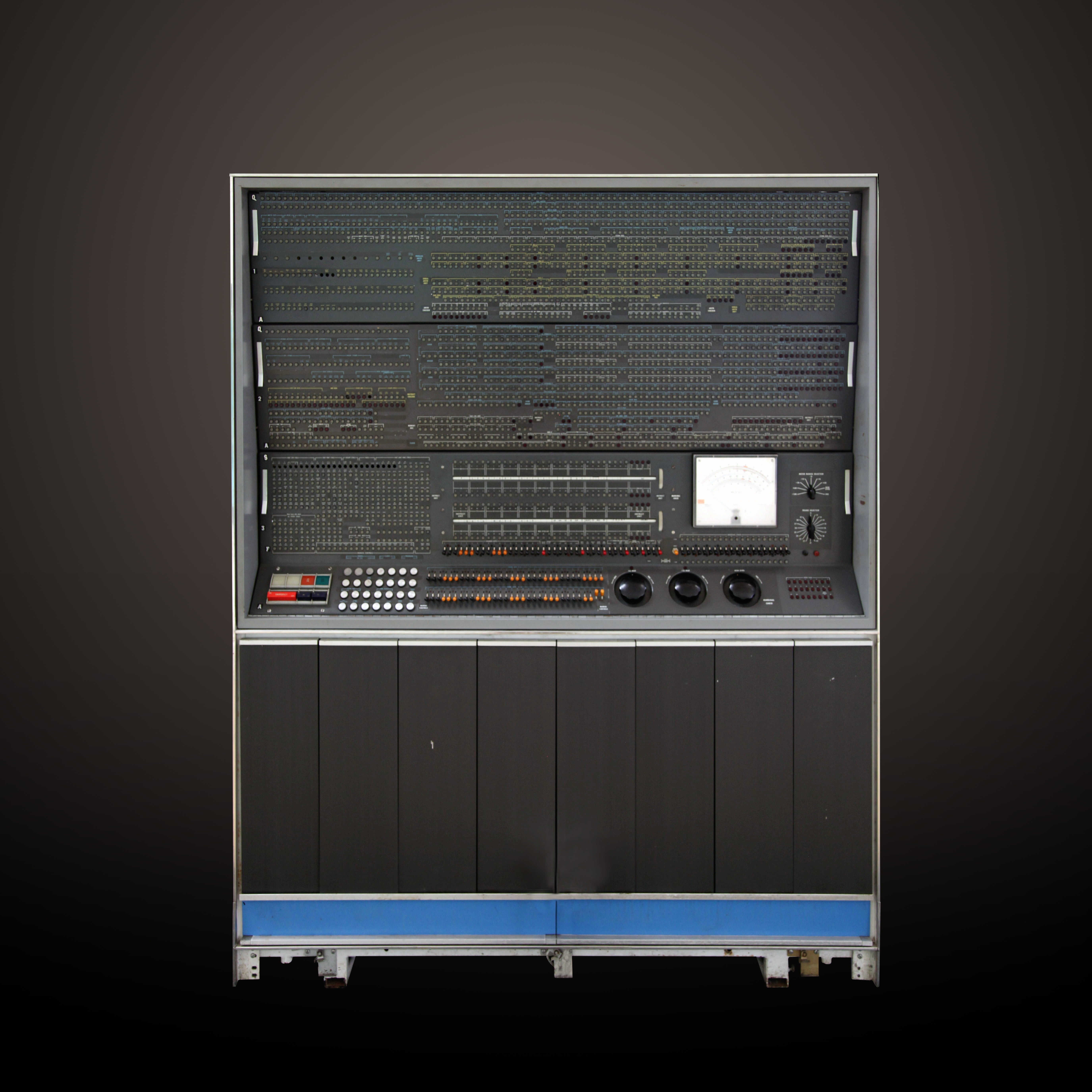
IBM 7030 관리 콘솔, 프랑스 기술공예박물관 소장

IBM 7030은 IBM 최초의 트랜지스터 슈퍼컴퓨터이다. 스트레치(Stretch)로도 불렸다. 1961년부터 CDC 6600이 가동되기 시작한 1964년까지 세계에서 가장 빠른 컴퓨터였다.
로렌스 리버모어 국립연구소의 에드워드 텔러가 요구한 사양의 시제품이 1961년 로스앨러모스 국립연구소에 인도되었으며, 두번째 주문제작 모델인 IBM 7950 하베스트(Harvest)가 1962년 미국 국가안보국에 인도되었다.
7030은 최초 예상보다 느린 연산속도를 보여 기대한 성능을 내지 못했다. IBM은 7030의 가격을 1,350만 달러에서 778만 달러로 인하했으며 이미 계약한 고객을 상대로도 판매를 취소하였다. 《PC 월드》는 스트레치를 IT 역사상 가장 큰 프로젝트 관리 실패 사례 중 하나로 꼽았다. 기대 성능 수준에 미치지 못하였으나, IBM 7030은 이후 1964년 발표되고 1965년에 인도되기 시작한 IBM 시스템/360의 설계 기반을 닦았다.